# ČEZ
ČEZ N.V. (Tsjechisch: ČEZ a. s.) is een in 1992 opgerichte beursgenoteerde onderneming uit Tsjechië. Het hoofdkantoor van het energiebedrijf is gevestigd in Praag. De onderneming is onder andere genoteerd aan de PX Index van de Praagse effectenbeurs. Het bedrijf bezit meerdere energiecentrales in Tsjechië, Polen en Bulgarije en heeft onder andere kerncentrales in Temelín en Dukovany.